# World Championship Tennis Finals 1976
World Championship Tennis Finals 1976 byl šestý ročník tenisového turnaje WCT Finals, pořádaný jako závěrečná událost mužského okruhu World Championship Tennis. Probíhal mezi 4. až 9. květnem na koberci dallaské haly Memorial Auditorium.
Do turnaje s rozpočtem 100 000 dolarů se kvalifikovalo osm nejlepších tenistů okruhu WCT 1976. Švéd Björn Borg se stal prvním úřastníkem, který postoupil potřetí do finále. Navíc tak dosáhl bez přerušení. Jediným dalším hráčem turnaje, který tento výkon později zopakoval byl John McEnroe, jenž v letech 1979–1984 odehrál šest finálových duelů v řadě. Borg si po dvou předchozích porážkách připsal premiérovou trofej po výhře nad Argentincem Guillermem Vilasem. Průběh zápasu byl zrcadlově obrácen vůči dvěma předcházejícím finále, když švédský tenista prohrál úvodní sadu. Zbylé tři sety však vyhrál. Vybojoval tak třetí titul v probíhající sezóně a celkově devatenáctý v kariéře.

## Finále

### Mužská dvouhra
- Björn Borg vs.  Guillermo Vilas, 1–6, 6–1, 7–5, 6–1